# Чемпіонат України із шахів 1997 (жінки)
57-й чемпіонат України із шахів серед жінок, що проходив у м. Алушта з 2 по 10 травня 1997 року. 
Вдруге чемпіонкою України стала Лідія Семенова (Київ).

## Загальна інформація про турнір
Турнір проводився за швейцарською системою у 9 турів за участі 34 шахісток, з яких двоє запрошених шахісток з Росії (виступали поза конкурсом).
Список учасниць турніру очолила 7-й номер рейтингу України Лідія Семенова, а також Тетяна Меламед (11 номер) та чинна чемпіонка світу серед дівчат до 16 років Анна Зозуля (15).
Перед останнім туром лідирувала юна представниця Криму Анна Зозуля. Але у завершальному турі вона поступилася досвідченій киянці Лідії Семеновій, яка і стала чемпіонкою України з результатом 7 очок з 9 можливих. Зозуля у підсумку посіла друге місце з 6½ очками (стільки ж, як і в Ірини Уманської з Росії). Бронзову нагороду отримала Галина Шляхтич з Івано-Франківщини — 6 очок. Вона за додатковими показниками обійшла киянку Ольгу Должикову та росіянку Олену Фаталібекову .

## Підсумкова таблиця

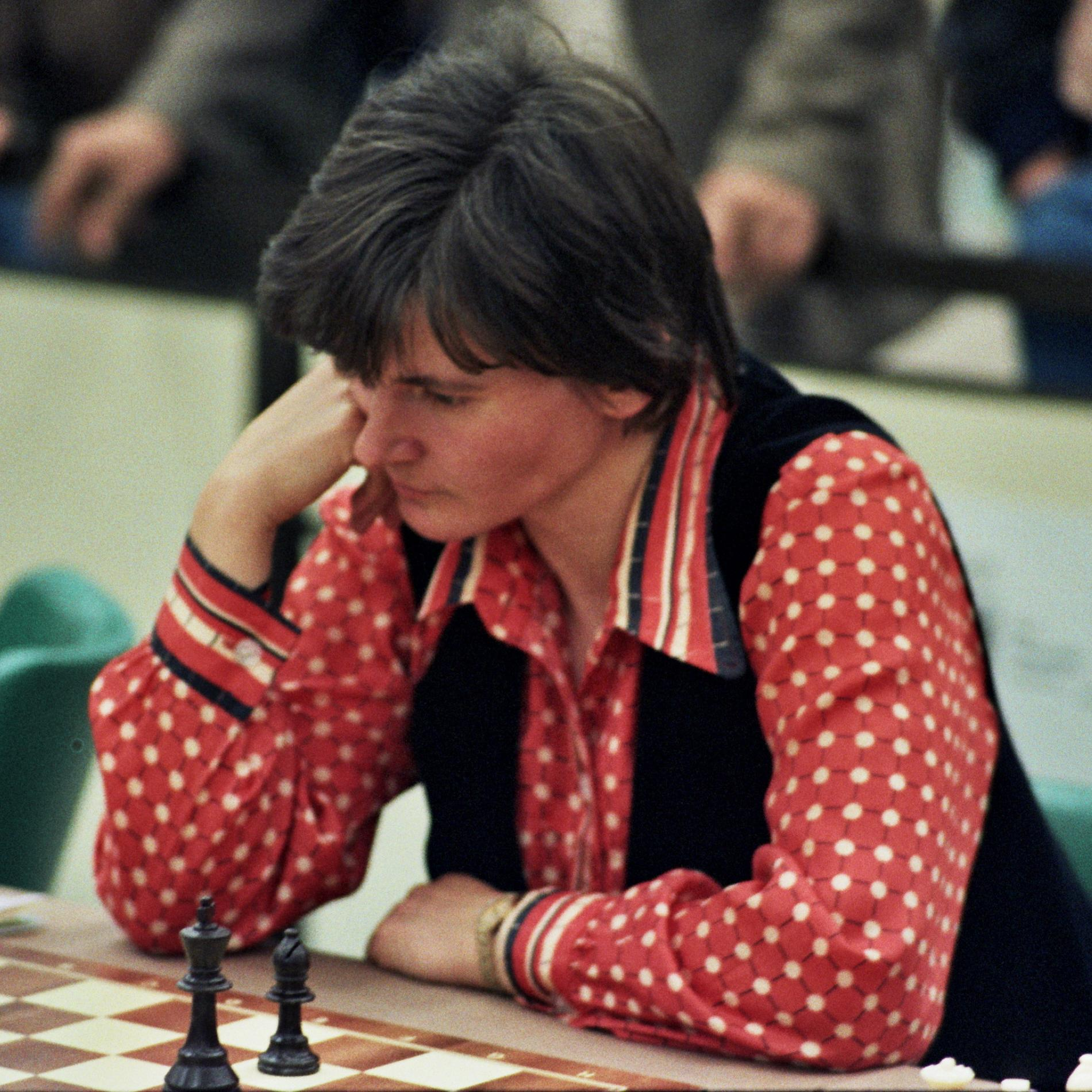
Лідія Семенова — чемпіонка України 1997 року (фото 1984 року)

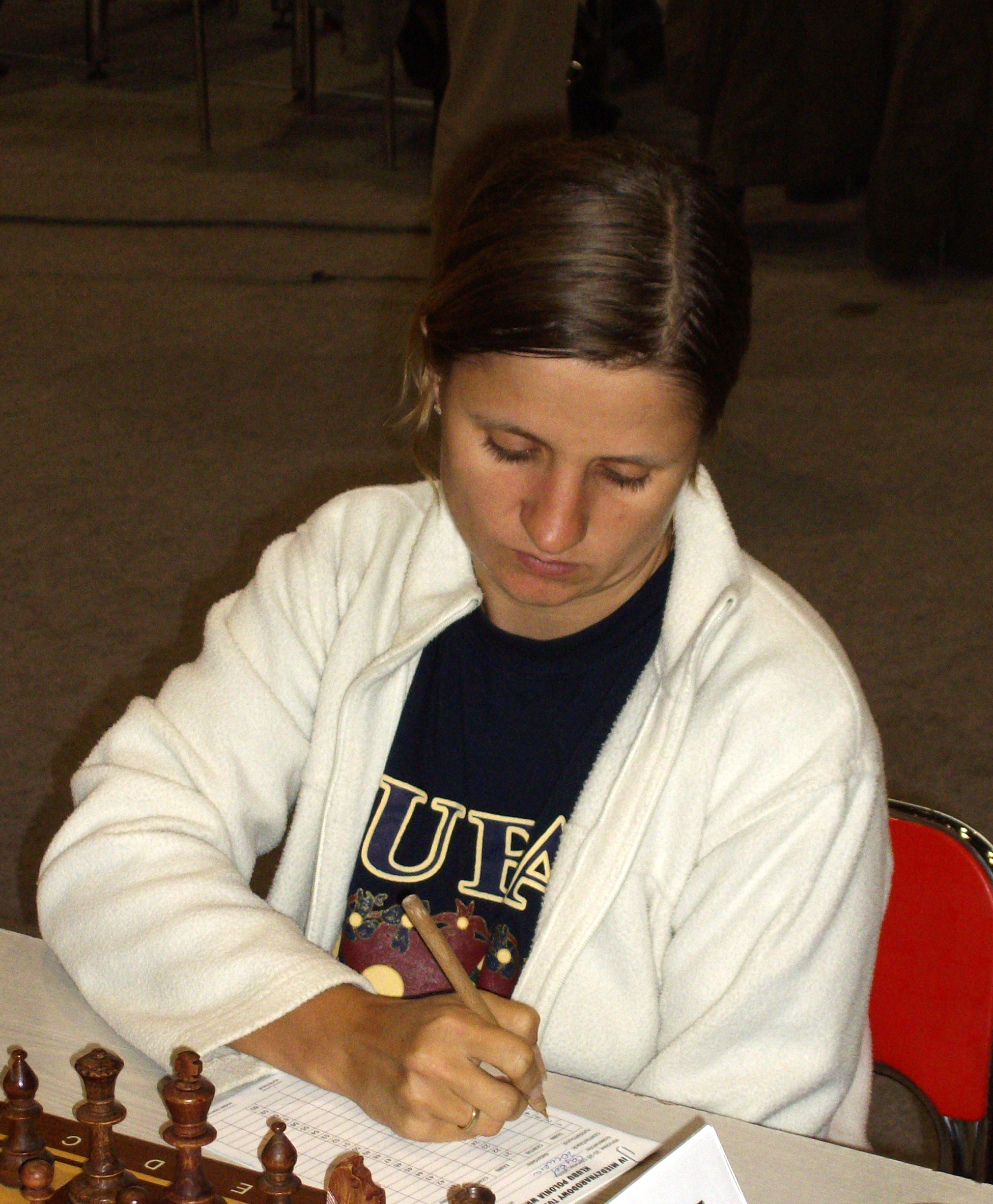
Анна Зозуля — срібна призерка чемпіонату (фото 2009 року)

| №  | Шахістка            | Місто                     | Вік | Рейтинг |  | + | = | − | Очки | Місце   |
| -- | ------------------- | ------------------------- | --- | ------- |  | - | - | - | ---- | ------- |
| 1  | Лідія Семенова      | Київ                      | 45  | 2320    |  | 6 | 2 | 1 | 7    | Gold    |
| 2  | Анна Зозуля         | Керч                      | 17  | 2280    |  | 5 | 3 | 1 | 6½   | Silver  |
| 3  | Ірина Уманська      | Росія                     | 33  | 2330    |  | 5 | 3 | 1 | 6½   | —       |
| 4  | Галина Шляхтич      | Калуш                     | 24  |         |  | 5 | 2 | 2 | 6    | Bronze  |
| 5  | Ольга Должикова     | Київ                      | 18  |         |  | 5 | 2 | 2 | 6    | 4       |
| 6  | Олена Фаталібекова  | Росія                     | 49  | 2305    |  | 4 | 4 | 1 | 6    | —       |
| 7  | Ірина Сон           | Запоріжжя                 | 34  | 2210    |  | 4 | 3 | 2 | 5½   | 5 — 9   |
| 8  | Тетяна Меламед      | Чернігів                  | 23  | 2290    |  | 3 | 5 | 1 | 5½   | 5 — 9   |
| 9  | Олеся Коновалова    | Харків                    | 17  |         |  | 5 | 1 | 3 | 5½   | 5 — 9   |
| 10 | Катерина Романова   | Дніпропетровськ           | 14  |         |  | 4 | 3 | 2 | 5½   | 5 — 9   |
| 11 | Анастасія Карлович  | Дніпропетровськ           | 14  | 2240    |  | 4 | 3 | 2 | 5½   | 5 — 9   |
| 12 | Зоя Матюшина        | Макіївка                  | 45  | 2180    |  | 3 | 4 | 2 | 5    | 10 — 12 |
| 13 | Зінаїда Мізюрко     | Рівне                     | 27  |         |  | 5 | 0 | 4 | 5    | 10 — 12 |
| 14 | Клавдія Абрамчук    | Миколаїв                  | 14  |         |  | 3 | 4 | 2 | 5    | 10 — 12 |
| 15 | Марина Мацько       | Запорізька область        | 24  |         |  | 4 | 1 | 4 | 4½   | 13 — 20 |
| 16 | Олена Єліна         | Дніпропетровськ           | 47  | 2005    |  | 3 | 3 | 3 | 4½   | 13 — 20 |
| 17 | Тетяна Азарова      | Івано-Франківська область | 19  |         |  | 4 | 1 | 4 | 4½   | 13 — 20 |
| 18 | Світлана Іванова    | АР Крим                   | 21  | 2140    |  | 3 | 3 | 3 | 4½   | 13 — 20 |
| 19 | Галина Алябишева    | АР Крим                   | 17  | 2115    |  | 3 | 3 | 3 | 4½   | 13 — 20 |
| 20 | Маріанна Дубинська  | Харківська область        | 18  | 2070    |  | 3 | 3 | 3 | 4½   | 13 — 20 |
| 21 | Оксана Хорошавіна   | Херсон                    | 26  | 2073    |  | 3 | 3 | 3 | 4½   | 13 — 20 |
| 22 | Юлія Морозова       | Житомир                   | 30  | 2055    |  | 3 | 3 | 3 | 4½   | 13 — 20 |
| 23 | Лариса Калініна     | Тернопіль                 | 35  |         |  | 4 | 0 | 5 | 4    | 21      |
| 24 | Олена Сокальська    | Харків                    | 39  | 2230    |  | 2 | 3 | 4 | 3½   | 22 — 26 |
| 25 | Вікторія Сокальська | Харків                    | 12  |         |  | 2 | 3 | 4 | 3½   | 22 — 26 |
| 26 | Надія Родіонова     |                           |     |         |  | 3 | 1 | 5 | 3½   | 22 — 26 |
| 27 | Світлана Нижник     | Донецька область          | 47  |         |  | 3 | 1 | 5 | 3½   | 22 — 26 |
| 28 | Ольга Апостолакий   | Одеська область           | 24  |         |  | 3 | 1 | 5 | 3½   | 22 — 26 |
| 29 | Олена Бойцун        | Дніпропетровськ           | 14  |         |  | 1 | 4 | 4 | 3    | 27 — 30 |
| 30 | Світлана Кухаренко  | Дніпропетровськ           | 12  |         |  | 2 | 2 | 5 | 3    | 27 — 30 |
| 31 | Жанетта Рудакова    | Полтава                   | 18  |         |  | 2 | 2 | 5 | 3    | 27 — 30 |
| 32 | Валентина Коштенко  | Хмельницький              | 56  |         |  | 3 | 0 | 6 | 3    | 27 — 30 |
| 33 | Галина Шаповал      |                           |     |         |  | 2 | 1 | 6 | 2½   | 31      |
| 34 | Тетяна Шикула       |                           |     |         |  | 0 | 1 | 8 | ½    | 32      |